# Joseph-Michel-Ange Pollet
Pour les articles homonymes, voir Pollet.
Joseph-Michel-Ange Pollet né à Palerme le 11 mars 1814 et mort à Paris le 1er janvier 1871 est un sculpteur français.

## Biographie
Né à Palerme de parents français, Joseph-Michel-Ange Pollet étudie la sculpture en Italie avec Bertel Thorwaldsen, Valerio Villareale et Pietro Tenerani. Il vient à Paris en 1836, puis effectue un séjour à Gand en 1838.  Après un nouveau séjour en Italie de 1843 à 1845, il s'installe définitivement à Paris et expose pour la première fois au Salon de 1846. Il remporte une médaille de troisième classe en 1847, une médaille de deuxième classe en 1848 et une médaille de première classe en 1851. En 1855, il reçoit une médaille de deuxième classe à l’Exposition universelle. Il est nommé chevalier de la Légion d’honneur par décret du 14 juin 1856.

## Œuvre
De formation néoclassique, l'œuvre de Pollet oscille entre ce courant et celui du romantisme. En 1840, pour le bicentenaire de sa mort, il réalise le buste de Rubens dont le plâtre original est conservé aux Musées royaux des Beaux-arts de Belgique. En 1848, il présente au Salon une grande statue en plâtre intitulée Une heure de la nuit, qui rencontre un immense succès et donne lieu à de nombreuses répliques et réductions tout au long de sa carrière. Il est ensuite très apprécié sous le Second Empire et réalise notamment plusieurs bustes de Napoléon III et de l’impératrice Eugénie. Il réalise également de nombreuses commandes publiques, pour des églises parisiennes, mais aussi pour l'opéra Garnier et pour le palais du Louvre.

Œuvres de Joseph-Michel-Ange Pollet
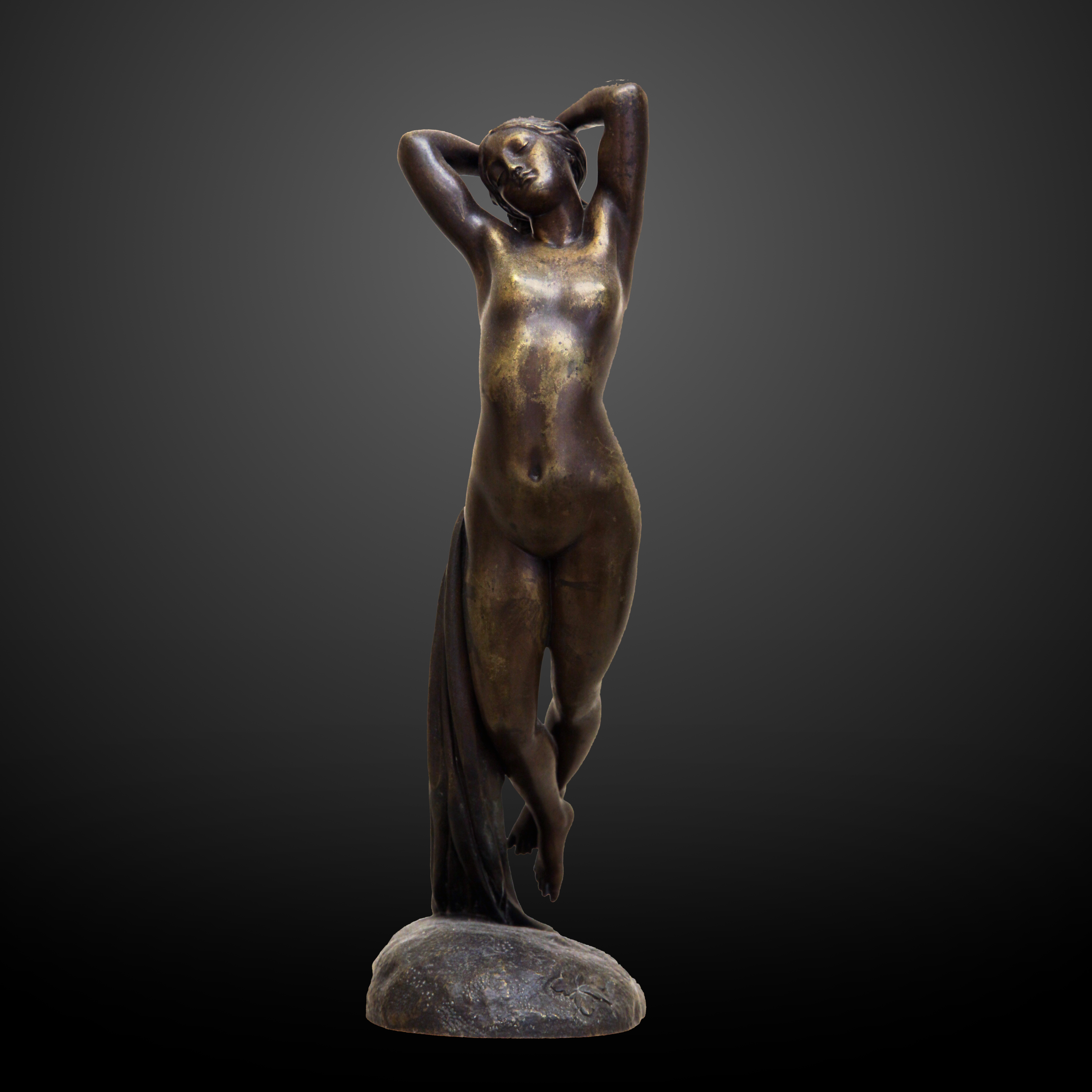
Une heure de la nuit (1848), musée de Grenoble.
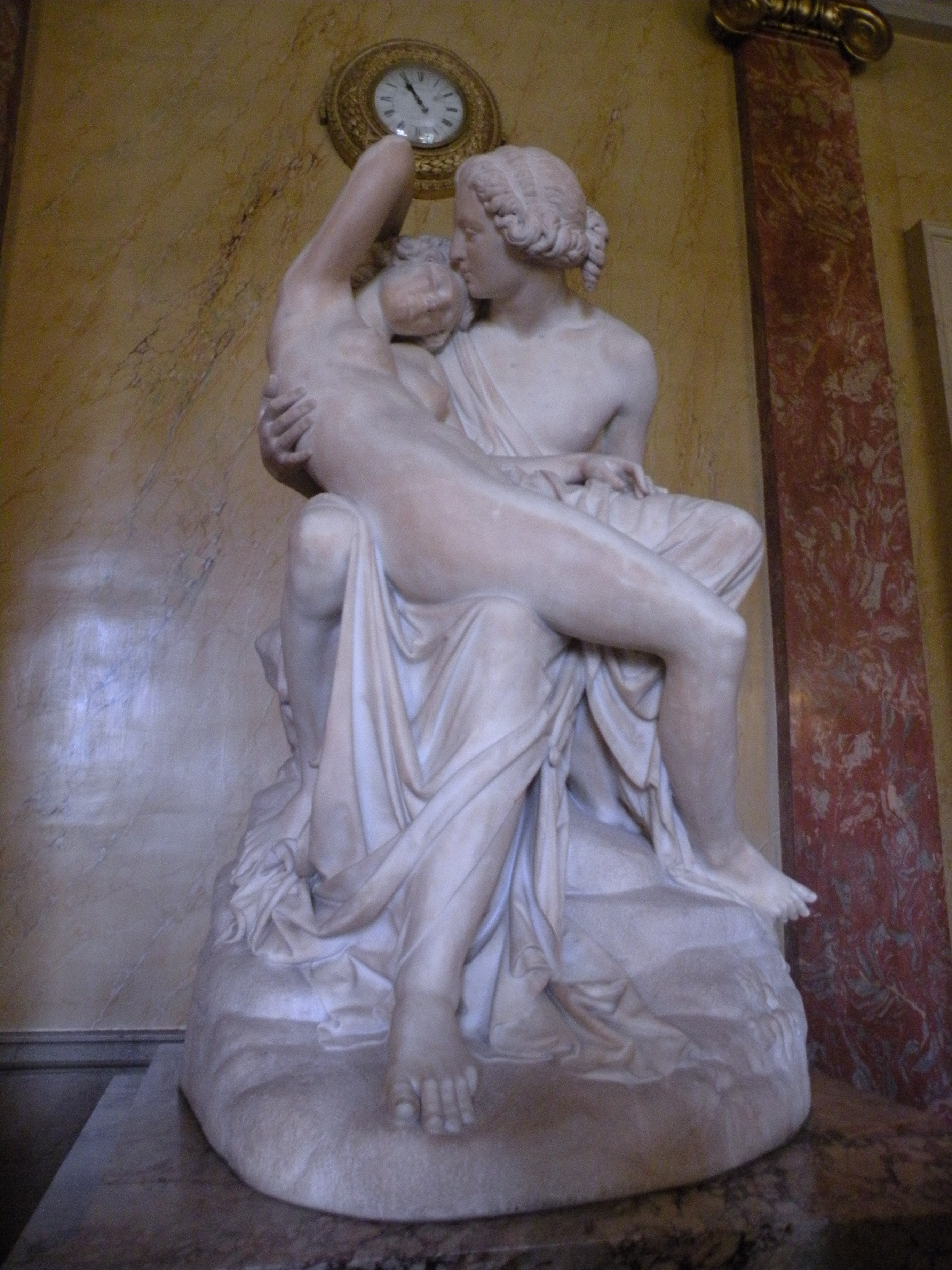
Achille et Déidamie (1854), Paris, palais du Luxembourg.
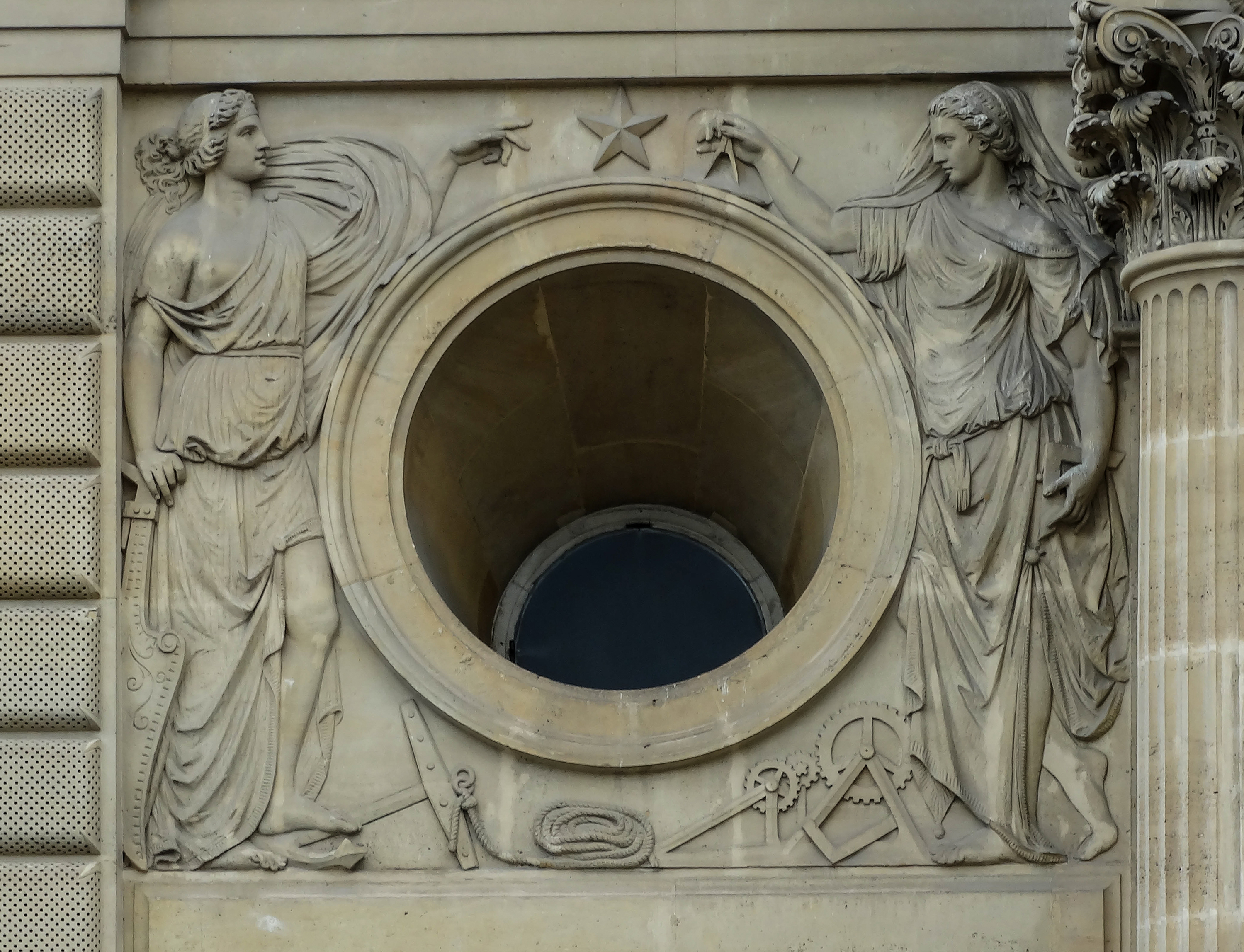
La Navigation commerciale et la Mécanique (1857), Paris, palais du Louvre, pavillon Colbert.
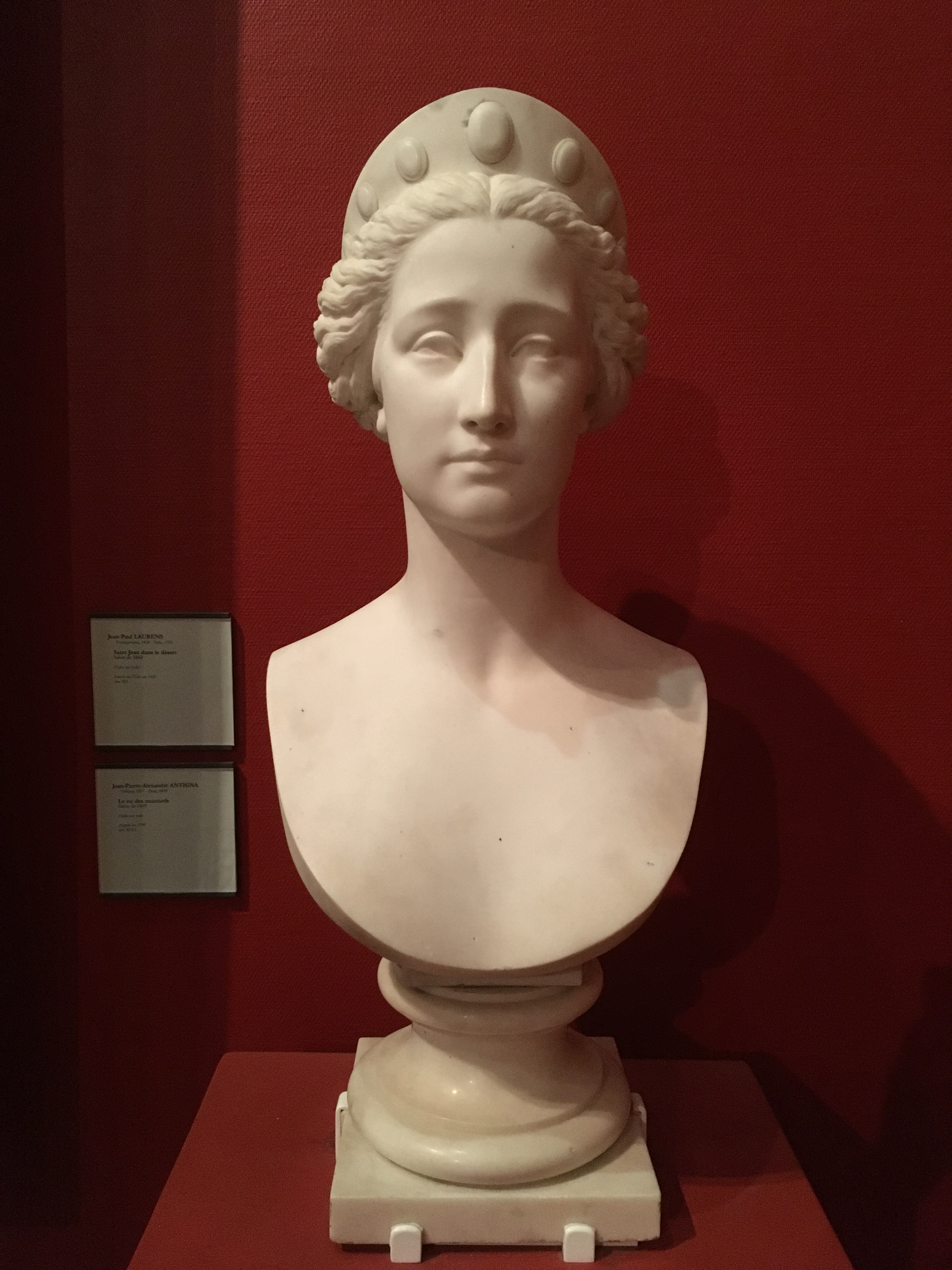
L'Impératrice Eugénie (1859), musée des Beaux-Arts d'Orléans.